# Ост-Графтдейк
Ост-Графтдейк (нід. Oost-Graftdijk) — село в нідерландській провінції Північна Голландія. Входить до муніципалітету Алкмар.
Його площа — 1,38 км², а населення станом на 2021 рік становило 145 осіб.
Перша згадка про населений пункт датується 1639 роком.

## Галерея

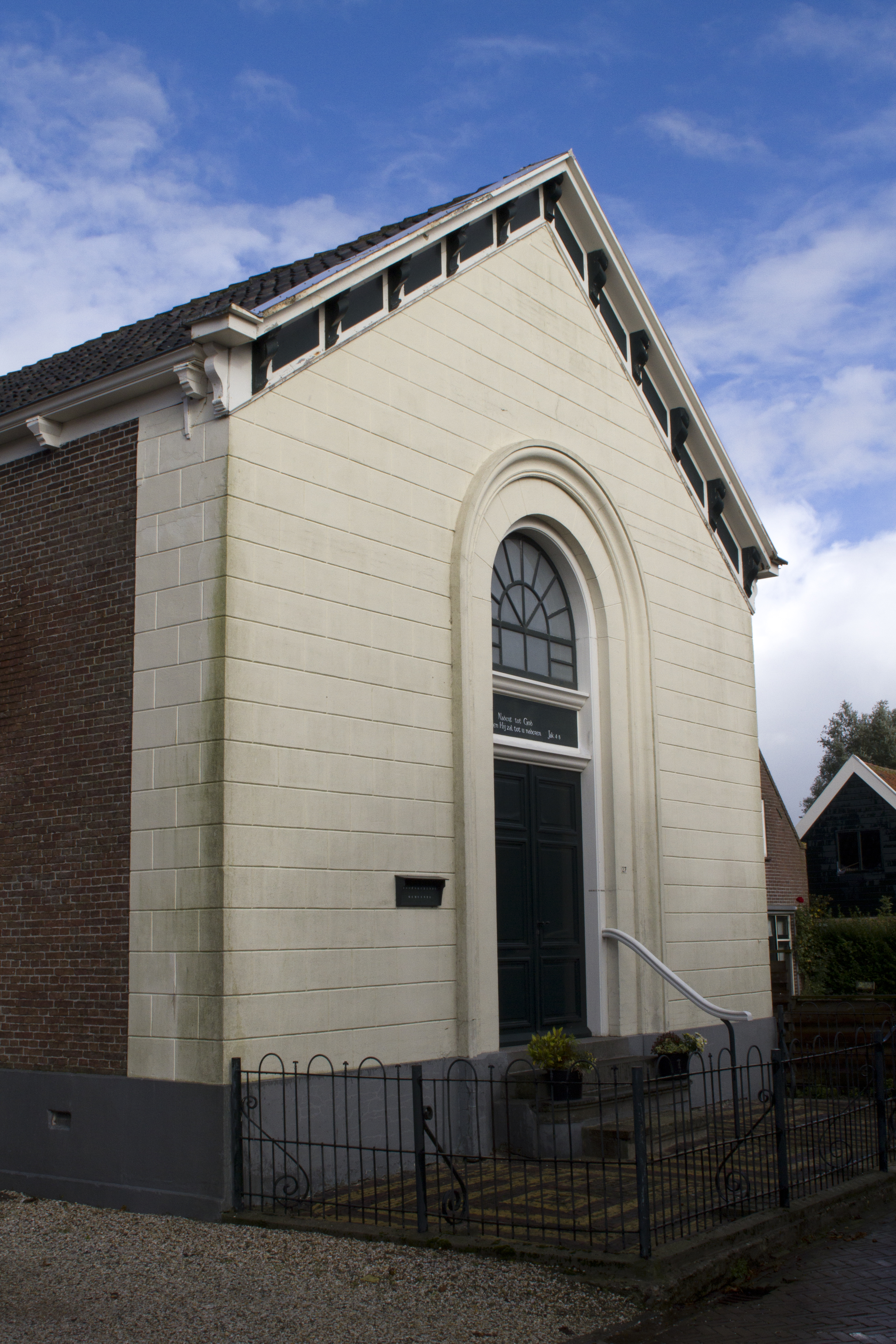
Менонітська церква
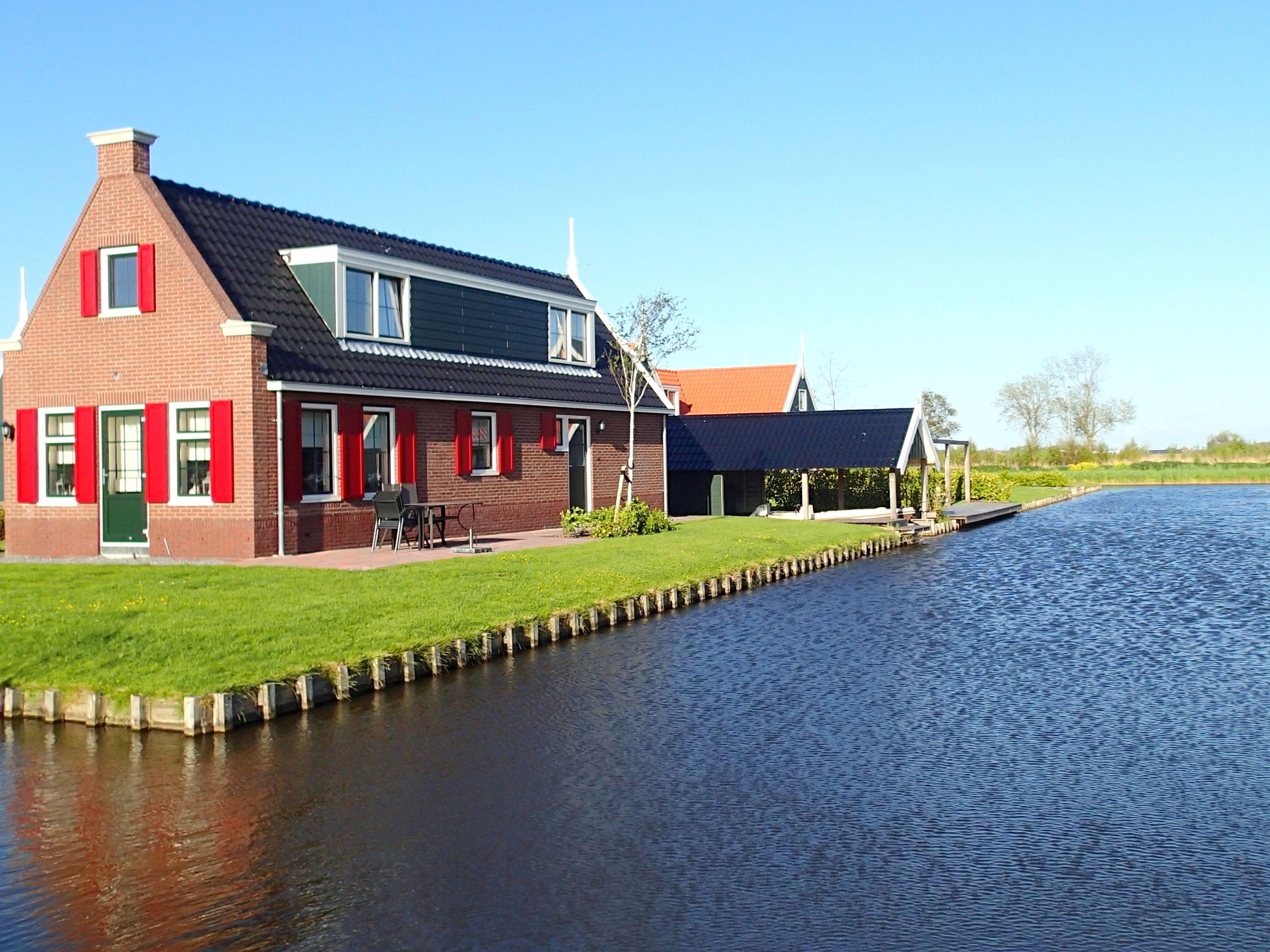
Будинок в Ост-Графтдейку
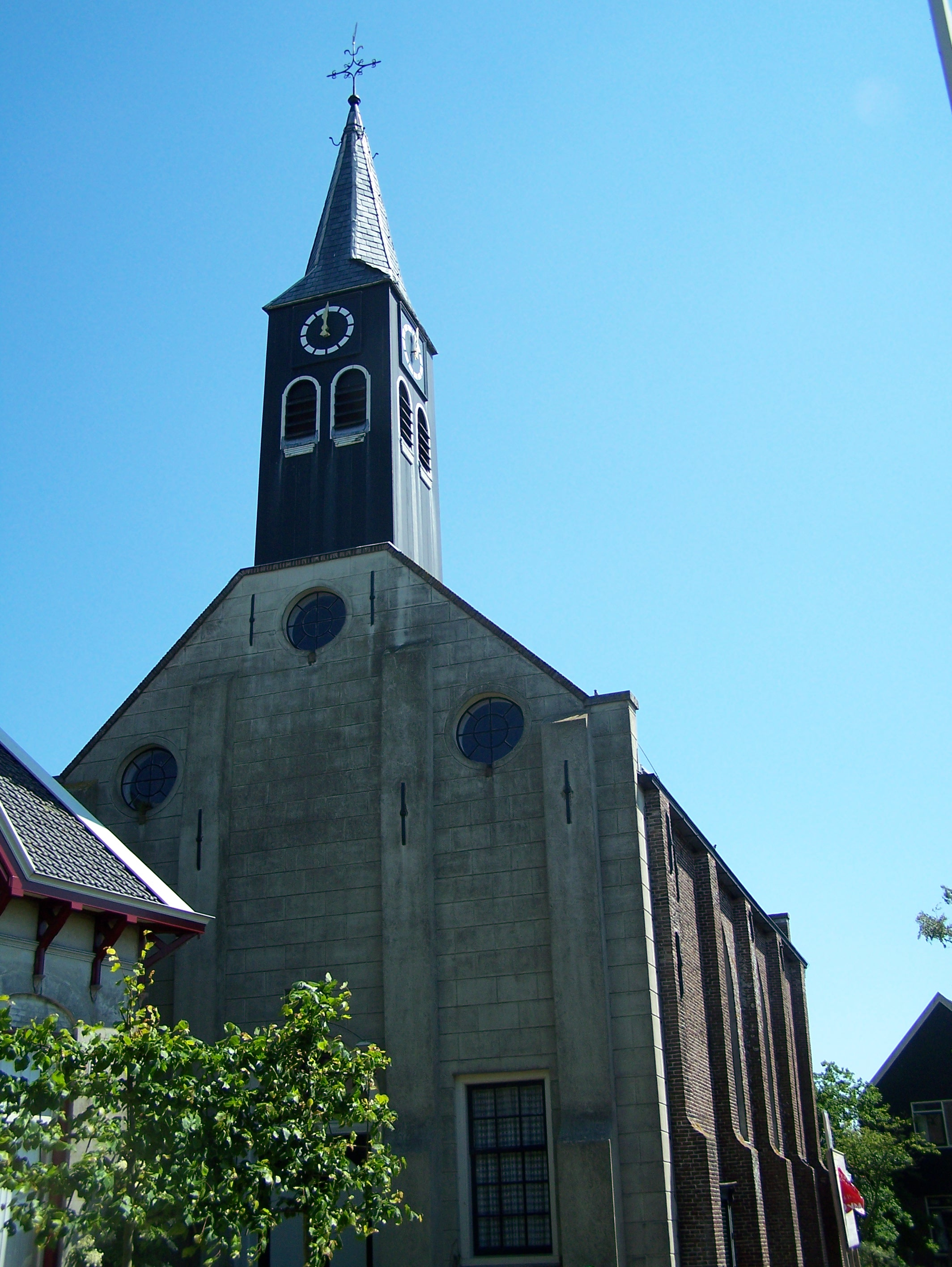
Реформістська церква
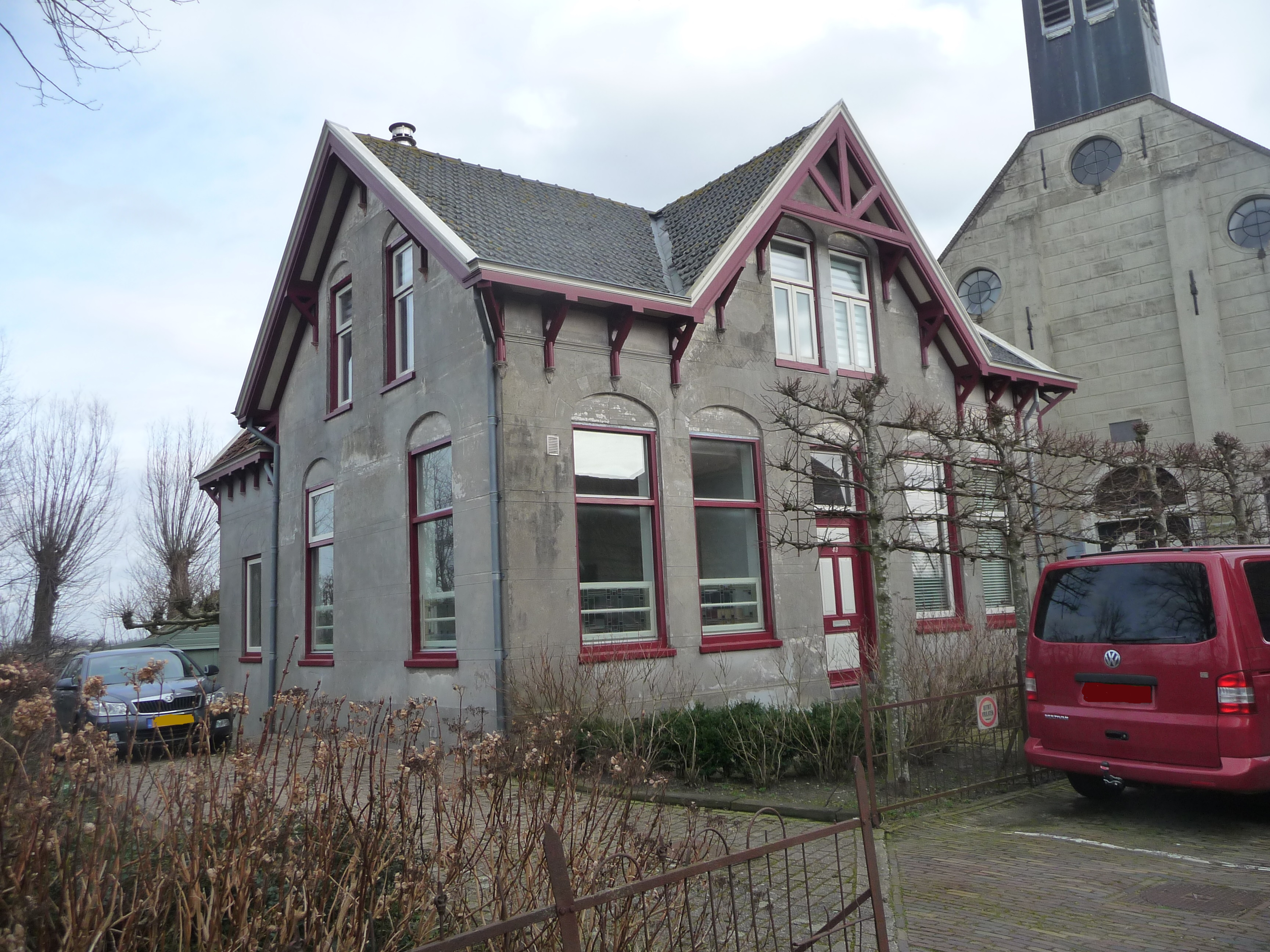
Будинок в Ост-Графтдейку